# Anthrenus vladimiri
Anthrenus vladimiri is een keversoort uit de familie spektorren (Dermestidae). De wetenschappelijke naam van de soort werd in 1993 gepubliceerd door Menier & Villemant.